# نادي الحويجة
نادي الحويجة الرياضي هو أحد أندية الدوري العراقي
تأسس عام 1991 يلعب في الدوري العراقي الدرجة الأولى.